# 白銀の戦場 スターリングラード大攻防戦
『白銀の戦場 スターリングラード大攻防戦』（はくぎんのせんじょう スターリングラードだいこうぼうせん、原題：Горячий Снег、英題：Hot Snow）は、1972年に公開されたソビエト連邦製作の戦争映画。ユーリー・ボンダリョフによる1969年の原作小説『熱い雪』の映画化である。
監督はガブリール・エキアザーロフ、主演はゲオルギー・ジェノフ、アナトリー・クズネツォフ、ニコライ・エリョーメンコ、ボリス・トカレフらが務めている。
日本では1974年に劇場公開された。1976年には『スターリングラード大攻防戦』の題でテレビ放映され、にっかつビデオフィルムズからVHS（規格品番：FP-2004）が発売された。1999年8月25日にハピネット・ピクチャーズから日本語字幕版DVD（規格品番：IVCF-118）が発売された。2002年6月25日にアイ・ヴィ・シーから再発売（規格品番：IVCF-2011）された。
映画ポスターなどのキャッチコピーは「天も地も凍る大雪原にナチ機甲部隊とソ連精鋭部隊の激突!」。

## キャスト
| 役名                 | 俳優                             | 日本語吹替                    |
| 役名                 | 俳優                             | NETテレビ版                   |
| -------------------- | -------------------------------- | ----------------------------- |
| ベソーノフ将軍       | ゲオルギー・ジェノフ             | 高城淳一                      |
| ドロズドフスキー中尉 | ニコライ・エリョーメンコ         | 堀勝之祐                      |
| クズネツォフ中尉     | ボリス・トカレフ                 | 井上真樹夫                    |
| ベスニン軍事委員     | アナトリー・クズネツォフ         | 宮川洋一                      |
| ウハーノフ軍曹       | ユーリー・ナザロフ               | 藤本譲                        |
| ターニャ             | タマーラ・シデルニコワ           | 麻上洋子                      |
| ネチャーエフ曹長     | ワレンティン・グラチョフ         | 青野武                        |
| ルービン             | コンスタンティン・チルトフ       | 千葉順二                      |
| ヤツエンコ参謀       | レフ・ゾロツキン                 | 上田敏也                      |
| ガラーバーノフ       | アレクサンドル・アルジロフスキー | 平林尚三                      |
| オーシン大佐         | イゴール・レドゴロフ             | 仲木隆司                      |
| ダブラチャン         | アラ・バダジャンヤン             | 徳丸完                        |
| チビーソフ           | ミハイル・ストレルコフ           | 村松康雄                      |
| ボジーチコ           | ウラジーミル・イワノフ           | 古川登志夫                    |
| チュバイコフ         | アレクセイ・パンキン             | 横井光夫                      |
| エフチグネーエフ     | アルバート・ドロジコ             | 仲木隆司                      |
| セルグネンコフ       | アレクサンドル・カヴァレロフ     | 徳丸完                        |
| ミーチャ             | アレクサンドル・ジミン           | 仲木隆司                      |
| ヴァーシャ           | ボリス・スモルチコフ             | 横井光夫                      |
| スビトフ             | アナトリイ・イグナトコフ         | 青野武                        |
| スコーリツク         | ヴラドレン・ビリュコフ           | 平林尚三                      |
| ディーブ大佐         | ヴァディム・スピリドノフ         |                               |
| ナレーション         | N/A                              | 藤本譲                        |
|                      |                                  |                               |
| 演出                 | 演出                             | 中村昌記                      |
| 翻訳                 | 翻訳                             | 日本海映画                    |
| 効果                 | 効果                             | 赤塚不二夫                    |
| 調整                 | 調整                             | 山田太平                      |
| 制作                 | 制作                             | 有村放送プロモーション        |
| 解説                 | 解説                             | 児玉清                        |
| 初回放送             | 初回放送                         | 1976年6月5日 『土曜映画劇場』 |

## スタッフ
- 監督：ガブリール・エギアザーロフ
- 原作：ユーリー・ボンダレフ『熱い雪』（1969年）
- 製作：アドルフ・フラディス
- 脚本：ユーリー・ボンダレフ、エフゲニー・グリゴーリェフ、ガブリール・エギアザーロフ
- 撮影：フョードル・ドブロヌラヴォフ
- 音楽：アルフレート・シュニトケ
- 日本語字幕監修：岡枝慎二